# 守ってあげたい (漫画)
『守ってあげたい』(まもってあげたい)は太田出版で単行本が出版された山本直樹の青年漫画作品。

## 収録
- 守ってあげたい

1. この少年は主人公ではない
2. 私がハゲになったわけ
3. トラブル
4. 一件落着

- フレイクス
- 家庭教師'94
- sho Nuff I Do
- アダルトビデオの作り方

1. アダルトビデオができるまで
2. アダルトビデオができてから
3. そんなこと考えるの馬鹿

- ( 山本直樹スクランブル　/　解説 （村上知彦）)

## 単行本
全1巻 
- 1998年7月28日発行 ISBN 4-87233-407-8

## Vシネマ
1996年に『守ってあげたい』を原作にしたビデオ専用のVシネマ『「守ってあげたい」より 女教師・禁じられた情事』がジャパンホームビデオから発売されている。

### キャスト
- 大竹一重
- 寺田農
- 速水典子
- 高良陽一
- 水島千彰
- 西守正樹
- 三野友華子
- 間瀬範彦

### スタッフ
- 原作：山本直樹
- 監督：神野太
- 製作：黒須功
- 脚本：永沢慶樹
- 撮影：飯沼栄治